# Åmotfors station
Åmotfors station är en järnvägsstation belägen i centrala Åmotfors, Värmlands län. Den betjänas av Värmlandstrafiks regionaltåg till Charlottenberg, Karlstad och Kristinehamn. Den 1 november 1917 bytte stationen namn från Åmot til Åmotfors station.